# Paquistão nos Jogos Olímpicos de Verão de 1964
O Paquistão competiu nos Jogos Olímpicos de Verão de 1964, realizados em Tóquio, Japão.